# Bad Krozingen (stacja kolejowa)
Bad Krozingen (niem.: Bahnhof Bad Krozingen) – stacja kolejowa w Bad Krozingen, w kraju związkowym Badenia-Wirtembergia, w Niemczech. Według DB Station&Service ma kategorię 4. Znajduje się na linii Mannheim – Basel.

## Linie kolejowe
- Linia Mannheim – Basel
- Linia Bad Krozingen – Münstertal/Sulzburg

## Połączenia
| Pociąg | Trasa | Takt                   |
| ------ | --- | ---------------------- |
| IC 60  | Basel Bad Bf – Bad Krozingen – Freiburg – Karlsruhe – Stuttgart – München | jedna para pociągów    |
| RE     | (Offenburg – Lahr (Schwarzw) – Emmendingen –) Freiburg – Schallstadt – Bad Krozingen – Müllheim (Baden) – Weil am Rhein – Basel Bad Bf (– Basel SBB)                            | co godzinę             |
| RB     | (Karlsruhe –) Offenburg – Lahr (Schwarzw) – Emmendingen – Freiburg – Ebringen – Schallstadt – Bad Krozingen – Heitersheim – Müllheim (Baden) – Neuenburg (Baden) / Basel Bad Bf | co godzinę z przerwami |
| SWEG   | (Freiburg –) Bad Krozingen – Oberkrozingen – Staufen – Münstertal | co 30 min              |